# Chatmoss
Chatmoss – jednostka osadnicza w Stanach Zjednoczonych, w stanie Wirginia, w hrabstwie Henry.